# رينا (شركة)
رينا هي شركة إيطاليّة تأسَّست في جنوة عام 1861 تحت اسم السِّجل البحري الإيطالي (بالإيطالية: REGISTRO ITALIANO NAVALE)‏ وذلك على يدِ رابطة التأمين البحري المتبادل (بالإيطالية: Associazione della Mutua Assicurazione Marittima)‏ التي تأسست بدورها في جنوة عام 1857 من قِبل مديري مالكي السفن وذلك لتغطية المخاطر المتعلقة بفقدان و/أو تلف بدن السفن الشراعيّة وتجهيزها لتلبية احتياجات المشغلين البحريين الإيطاليين كما حدث سابقًا في بريطانيا العظمى وفرنسا.
منذ تأسيسها، كانت شركةُ السجل البحري الإيطالي أو رينا أداةً لدعمِ التنمية الاقتصادية في المناطق التي تعمل فيها، وبعد أكثر من 150 عامًا لم يتغيّر دور رينا ولكنه توسع لتلبية احتياجات الاقتصاد الدولي المتطور باستمرار.